# Codice riferimento operazione
Il codice riferimento operazione (CRO) è un codice numerico di undici cifre, con il quale ogni istituto bancario identifica in maniera univoca ciascuna transazione bancaria, e che consente (a seconda degli istituti bancari) di verificare la movimentazione di denaro tra istituti di credito. Poste Italiane ha un CRO di 15 cifre ma le prime 4 identificano semplicemente le Poste (7601) e le rimanenti 11 seguono le regole generali menzionate.
Viene spesso utilizzato per rintracciare bonifici non SEPA.
Nei bonifici SEPA, il CRO è talvolta individuabile dal Transaction reference number (TRN), considerando la stringa tra la sesta e la sedicesima cifra; tuttavia, questo metodo non è sempre valido in quanto il codice TRN può contenere, in quel segmento, anche delle lettere, mentre il CRO è un codice solo numerico, il che non ne rende sempre possibile la validazione formale.